# Галан, Валериу Эмиль
Валериу Эмиль Галан  (рум. Valeriu Emil Galan; 15 февраля 1921, Сэвени, Королевство Румыния  – 2 января 1995, Бухарест, Румыния) — румынский писатель
, драматург, журналист. Лауреат Государственной премии Румынской Народной Республики (1952).

## Биография
Родился  в семье интеллигентов. Дебютировал  в литературе после переворота в Румынии (1944). Работал журналистом, регулярно сотрудничая с различными ежедневными газетами, публиковал репортажи о новой жизни после коммунистического переворота, о людях и фактах социализма в стране.

## Творчество
Первый роман «Заря рабов» (1950) посвящён крестьянскому восстанию 1907 года. Роман «Бэрэган» (т. 1—2, 1954—1959) показывает новые социалистические отношения в румынской деревне. В 1958 г. вышел сборник его рассказов «После потопа». Пьеса «Моя подружка Пике» (пост. 1961, опубликована 1963) трактует проблему становления социалистического сознания. Автор романов «Созвездие отстранения» (1966) и «Шаги восточной королевы» (1970).

## Избранные произведения
- Calul lui Moș Eftimie (1950)
- Zorii robilor (2 vol., 1950)
- Memoriile agentului Teică Pasăre (1951)
- Bărăgan (vol. I - ESPLA, 1954; vol. II - Ed. Tineretului, 1959)
- Mesajul lui U Iun-Tuo (Ed. Tineretului, 1955)
- Vecinii (Ed. Tineretului, 1955)
- De la potop încoace (1958)
- A cincea roată de la căruță (Ed. Tineretului, 1962)
- Prietena mea, Pix : comedie în 3 acte (4 tablouri) (Ed. pt. literatură, 1963)
- Cărțile Horoditei (Ed. Tineretului, 1965)
- Zodia înstrăinării (Contravizitele d-rului. B.A.) (Ed. pt. literatură, 1966)
- Accidentul era inevitabil (Contravizitele d-rului. B.A.) (Ed. pt. literatură, 1967)
- A treia Romă (Contravizitele d-rului. B.A.) (Ed. pt. literatură, 1968)
- Hramul sfântului Nu (Scrisori din iulie pentru dr. B.A.) (Ed. pt. literatură, 1969)
- Șahul dublu de la Armor (Ed. Eminescu, 1970)